# Liste der Baudenkmäler in Würzburg-Sanderau
In der Liste der Baudenkmäler in Sanderau sind die Baudenkmäler im Würzburger Stadtbezirk 07 Sanderau aufgelistet.
Diese Liste ist eine Teilliste der Liste der Baudenkmäler in Würzburg. Grundlage der Liste ist die Bayerische Denkmalliste, die auf Basis des bayerischen Denkmalschutzgesetzes vom 1. Oktober 1973 erstmals erstellt wurde und seither durch das Bayerische Landesamt für Denkmalpflege geführt und aktualisiert wird. Die folgenden Angaben ersetzen nicht die rechtsverbindliche Auskunft der Denkmalschutzbehörde.

In dieser Kartenansicht sind Baudenkmäler ohne Koordinaten mit einem roten bzw. orangen Marker dargestellt und können in der Karte gesetzt werden. Baudenkmäler ohne Bild sind mit einem blauen bzw. roten Marker gekennzeichnet, Baudenkmäler mit Bild mit einem grünen bzw. orangen Marker.

## Baudenkmäler im Würzburger Stadtbezirk Sanderau
| Lage                                                                                  | Objekt | Beschreibung | Akten-Nr.       | Bild                                                                        |
| ------------------------------------------------------------------------------------- | --- | --- | --------------- | --------------------------------------------------------------------------- |
| Am Exerzierplatz 4 a (Standort)                                                       | Mietshaus | Viergeschossiger Walmdachbau, Backstein mit Sandsteingliederung, Neurenaissance, 1883 | D-6-63-000-11   | Mietshaus                                                                   |
| Arndtstraße 19 (Standort)                                                             | Mietshaus | Viergeschossiger Walmdachbau, Eckrisalite mit Balkonen, Backstein mit Sandsteingliederung, 1895 | D-6-63-000-21   | Mietshaus                                                                   |
| Arndtstraße 22 (Standort)                                                             | Mietshaus | Viergeschossiger Walmdachbau mit Haubendacherker in Ecklage, Putzmauerwerk mit Sandsteingliederungen, Neurenaissance, 1898 | D-6-63-000-22   | Mietshaus                                                                   |
| Arndtstraße 37 (Standort)                                                             | Mietshaus | Dreigeschossiger verputzter Walmdachbau mit Resten reicher Sandsteingliederung, Portal und Eckerker mit Loggien, neugotisch, 1907 | D-6-63-000-23   | Mietshaus                                                                   |
| Eichendorffstraße 2/4 (Standort)                                                      | Mietshaus | Drei-/viergeschossiger Walm- und Mansardwalmdachbau mit Risaliten und Erkern, Putzmauerwerk mit reichem Dekor, barockisierender Jugendstil, 1912 | D-6-63-000-118  | Mietshaus                                                                   |
| Felix-Dahn-Straße 4 (Standort)                                                        | Schiller-Schule | Dreigeschossiger Satteldachbau über hohem Rustika-Sockelgeschoss, Risalite mit geschweiften Blendgiebeln, verschieferte Haubendachreiter, Putzmauerwerk mit figürlichen und ornamentalen Kalksteinreliefs, historisierender Jugendstil, bezeichnet „1906–1911“ Zugehöriges Eisengittertor zwischen Kalksteinpfeilern                                                                 | D-6-63-000-127  | Schiller-Schule                                                             |
| Felix-Dahn-Straße 11 (Standort)                                                       | Heiligenfigur, Madonna                                                                                             | Sandstein, barock, Johann Balthasar Esterbauer, 1695 (Kopie) | D-6-63-000-126  | Heiligenfigur, Madonna                                                      |
| Felix-Dahn-Straße 13 (Standort)                                                       | Nepomuk-Figur | Sandstein, Barock, 18. Jahrhundert | D-6-63-000-334  | BW                                                                          |
| Florastraße 1 (Standort)                                                              | Mietshaus | Viergeschossig mit Walmdach in Ecklage, verschiedenfarbiger Backstein und Sandstein, mit Eckbalkonen, Fassadenmalerei, Dach verändert, um 1895 | D-6-63-000-128  | Mietshaus                                                                   |
| Franz-Ludwig-Straße 11 (Standort)                                                     | Mietshaus | Viergeschossiger Satteldachbau mit Eckturm und Balkonen in Ecklage, Putzmauerwerk mit aufgeputzten Kolossalpilastern, barockisierender Historismus, um 1900 | D-6-63-000-148  | BW                                                                          |
| Franz-Ludwig-Straße 15 (Standort)                                                     | Wohnhaus | Dreigeschossiger Walmdachbau, Putzmauerwerk mit Mittelrisalit und Putzrustika, Neubarock, 1875 | D-6-63-000-149  | weitere Bilder                                                              |
| Franz-Ludwig-Straße 18 (Standort)                                                     | Heiligenfigur, Immaculata                                                                                          | Sandstein, 1881 | D-6-63-000-151  | BW                                                                          |
| Franz-Ludwig-Straße 21 (Standort)                                                     | Blindenheim | Dreigeschossiger Walmdachbau, Putzmauerwerk mit Sandsteingliederung über Kalksteinsockel, Neurenaissance, 1885 | D-6-63-000-150  | weitere Bilder                                                              |
| Friedenstraße 4 (Standort)                                                            | Villa | Zweigeschossiger Walmdachbau, Haustür mit geohrter Kalksteinrahmung und Schmiedeeisen, Neubarock, um 1905 | D-6-63-000-154  | BW                                                                          |
| Friedenstraße 5 (Standort)                                                            | Wohnhaus | Dreigeschossiger Walmdachbau mit Eckrisaliten, Erkern und Altan, Putzmauerwerk mit reich gegliederter Sandsteinquaderfassade, Neurenaissance, um 1885 | D-6-63-000-155  | BW                                                                          |
| Friedenstraße 6 (Standort)                                                            | Wohnhaus | Zweigeschossiger Walmdachbau mit Mittelrisalit, Putzmauerwerk mit Sandsteingliederung, Neurenaissance, Friedrich Buchner, bezeichnet „1870“, Wiederaufbau bezeichnet „1945“ | D-6-63-000-156  | BW                                                                          |
| Friedrich-Ebert-Ring 14 (Standort)                                                    | Bildstock | Pfeiler mit Kielbogen-Reliefaufsatz vielfigurige Kreuzigungsgruppe, an den Schmalseiten Heiligenfiguren mit Büchern oder Gefäßen (Cosmas und Damian?), Sandstein, spätgotisch, erste Hälfte 16. Jahrhundert, Pfeiler erneuert | D-6-63-000-157  | BW                                                                          |
| Friedrich-Ebert-Ring 17 (Standort)                                                    | Mietshaus | Viergeschossiger Walmdachbau mit Risalit und schmiedeeisernen Balkonen, Backstein mit Sandsteingliederung, um 1895 | D-6-63-000-749  | BW                                                                          |
| Friedrich-Spee-Straße 26 (Standort)                                                   | Mietshaus | Dreigeschossiger Mansardwalmdachbau mit geschweiftem Zwerchhausgiebel, Altan mit Stuckdekor, Neubarock, 1910 | D-6-63-000-158  | Mietshaus                                                                   |
| Friedrich-Spee-Straße 47 (Standort)                                                   | Mietshaus | Dreigeschossiger Walmdachbau mit Eckrisaliten und Neorenaissancegliederung, 1898 | D-6-63-000-159  | Mietshaus                                                                   |
| Friedrich-Spee-Straße 52, Fechenbachstraße 2, Greiffenclaustraße 1, 3 (Standort)      | Wohnanlage | Dreiflügelig, drei-/viergeschossig mit Walmdach und polygonalen Ecktürmen mit Zeltdächern, Putzmauerwerk mit Putzgliederungen über Bossenquadersockel, Hauseingänge mit ornamentierten und figürlichen Kalksteineinfassungen, Expressionismus, F. Saalfrank, 1926 | D-6-63-000-160  | Wohnanlage                                                                  |
| Huttenstraße 10 (Standort)                                                            | Wohn- und Geschäftshaus                                                                                            | Viergeschossiger Walmdachbau mit Mittelrisalit, Balkonen und Ladeneinbau, Backsteinmauerwerk mit Sandsteingliederungen, Neurenaissance, 1895 | D-6-63-000-208  | Wohn- und Geschäftshaus                                                     |
| Huttenstraße 14/14a (Standort)                                                        | Mietshaus | Viergeschossiger Walmdachbau mit übergiebeltem Mittelrisalit und Balkonen, verschiedenfarbiger Backstein mit Sandsteingliederung über Kalksteinsockel, Neurenaissance, 1890 Zugehöriges Nebengebäude, zweigeschossiger Walmdachbau mit Ecktürmchen, um 1895 | D-6-63-000-209  | Mietshaus                                                                   |
| Huttenstraße 16 (Standort)                                                            | Mietshaus | Viergeschossiger Walmdachbau mit Mittelrisalit, Putzmauerwerk mit Sandsteingliederung, Neurenaissance, um 1895 | D-6-63-000-210  | Mietshaus                                                                   |
| Huttenstraße 18 (Standort)                                                            | Mietshaus | Viergeschossiger Walmdachbau mit Mittelrisalit und Balkonen, Backstein mit Sandsteingliederung, Neurenaissance, um 1895, Dach verändert | D-6-63-000-211  | Mietshaus                                                                   |
| Kleiststraße 9 (Standort)                                                             | Villa | Eingeschossiger Krüppelwalmdachbau mit zweigeschossigem Seitenflügel, Fachwerkobergeschoss und -giebel mit geschnitztem Balkon, Historismus, 1897 | D-6-63-000-268  | weitere Bilder                                                              |
| Lessingstraße 2 a (Standort)                                                          | Gartenpavillon | Eingeschossiger Mansardwalmdachbau, Putzmauerwerk mit Sandsteingliederung, Barock, 18. Jahrhundert | D-6-63-000-302  | BW                                                                          |
| Ludwigkai (Standort)                                                                  | Ufermauer | Verlauf ursprünglich bis Heidingsfeld geplant, bestehend aus Tiefkaimauer mit Treppen zum Fluss, gepflastertem Uferweg sowie rustizierter Hochkaimauer mit baumbestandener Promenade, in der Hochkaimauer zwei doppelläufige Treppenanlagen mit Obeliskenkandelabern, Kalkstein und Bronze, barockisierend, 1903                                                                     | D-6-63-000-792  | BW                                                                          |
| Ludwigkai 1 (Standort)                                                                | Gartenvilla | Zweigeschossiger Walmdachbau mit Altanen, Putzmauerwerk mit Sandsteingliederung, Neubarock, 1925; zugehöriger Gartenpavillon, eingeschossiger runder Kegeldachbau, Putzmauerwerk mit Sandsteinrahmungen und schmiedeeisernen Fensterkörben, Neubarock, Chinois, um 1925; zugehörige Einfriedung, unverputzte Kalksteinmauer mit schmiedeeisernen Elementen, um 1925                  | D-6-63-000-301  | weitere Bilder                                                              |
| Ludwigkai 25 (Standort)                                                               | Wohnanlage | Dreiflügelige viergeschossige Wohnanlage mit Walmdach, Putzmauerwerk mit historisierenden Details, Konservative Moderne, Karl Zippelius, 1953/54; zugehörig Rückertstraße 2, 2a, 4, 6 und Egloffsteinstraße 8 | D-6-63-000-793  | BW                                                                          |
| Max-Dauthendey-Straße 12;Max-Dauthendey-Straße 14;Max-Dauthendey-Straße 16 (Standort) | Mietshaus der ehemaligen Baugenossenschaft Selbsthilfe für Würzburg und Umgebung                                   | Zweiflügeliger, dreigeschossiger Mansardwalmdachbau und östlich angeschlossener viergeschossiger Satteldachbau mit Klebdach in Ecklage, Putzbau über rustiziertem Kellersockel, mit polygonalen Bodenerkern, expressionistischer Heimatstil, von Hans Bogner (Nürnberg), bez. 1927                                                                                                   | D-6-63-000-1137 | weitere Bilder                                                              |
| Max-Dauthendey-Straße 12;Max-Dauthendey-Straße 14;Max-Dauthendey-Straße 16 (Standort) | Einfriedung | gleichzeitig | D-6-63-000-1137 | weitere Bilder                                                              |
| Neubergstraße 7 a (Standort)                                                          | Gartenvilla | Zweigeschossiger Walmdachbau mit Runderker, Altan und Madonnenrelief, Putzmauerwerk mit Kalksteingliederung, Jugendstil, bezeichnet 1904 Zugehörige Einfriedung, Kalksteinmauer mit schmiedeeisernem Zaungitter, Jugendstil, um 1904 | D-6-63-000-386  | Gartenvilla                                                                 |
| Neubergstraße 9 (Standort)                                                            | Bildstockaufsatz                                                                                                   | Farbig gefasstes Relief mit Immaculata zwischen Cherubim mit Draperierahmung, Zopfstil, Stein, spätes 18. Jahrhundert, Konsole bezeichnet „1960“ | D-6-63-000-387  | Bildstockaufsatz                                                            |
| Neubergstraße 29 (Standort)                                                           | Villa | Zweigeschossiger Mansardwalmdachbau mit Zwerchhaus, Altan und Runderker, Putzmauerwerk, Jugendstil, 1912 | D-6-63-000-389  | Villa                                                                       |
| Randersackerer Straße, südliche Auffahrt zur Konrad-Adenauer-Brücke ()                | Bildstock | nicht nachqualifiziert, im Bayerischen Denkmal-Atlas nicht kartiert | D-6-63-000-440  |                                                                             |
| Randersackerer Straße 5 (Standort)                                                    | Gartenhaus | Mit Freitreppe und plastischem Schmuck, barock, 18. Jahrhundert, nach Kriegszerstörung wiederhergestellt | D-6-63-000-438  | BW                                                                          |
| Randersackerer Straße 15 (Standort)                                                   | Ehemaliges Corpshaus Makaria                                                                                       | Zweigeschossiger Satteldachbau mit Altan, Putzmauerwerk mit Gliederung, spätklassizistisch, um 1860/70 | D-6-63-000-439  | Ehemaliges Corpshaus Makaria                                                |
| Rückertstraße 8, Egloffsteinstraße 7 (Standort)                                       | Mietshaus | Dreigeschossiger Satteldachbau in Ecklage, Ecktürme und Erker mit Pyramidendächern, Putzmauerwerk mit reichem Fassadenstuck, Jugendstil, um 1900 | D-6-63-000-498  | Mietshaus                                                                   |
| Rückertstraße 11, 13 (Standort)                                                       | Mietshaus | Dreigeschossiger Walmdachbau mit Balkonen, Putzmauerwerk mit Putzgliederung, Historismus, 1901/02 | D-6-63-000-499  | Mietshaus                                                                   |
| Sanderglacisstraße 10 (Standort)                                                      | Ehemaliges Huttenschlösschen, jetzt Korpshaus Rhenania, Sommerschloss des Fürstbischofs Christoph Franz von Hutten | Zwei-/zweieinhalbgeschossiger Mansardwalmdachbau mit erhöhtem Mittelrisalit und Balkon, Putzmauerwerk mit Sandsteingliederung, barock, wohl Georg Bayer, um 1720, Versetzung in räumlichen Bezug zum Ringpark 1904/05, Wiederherstellung 1949–1961 Mauereinfriedung mit Pfeilerportalen, Sandstein, 1904/05 möglicherweise unter Verwendung barocker Elemente                        | D-6-63-000-508  | weitere Bilder                                                              |
| Scheffelstraße 5 (Standort)                                                           | Heiligenfigur Segnender Christus                                                                                   | Sandstein, 19. Jahrhundert | D-6-63-000-525  | BW                                                                          |
| Sonnenstraße 13 (Standort)                                                            | Verbindungshaus der KDStV Franco-Raetia Würzburg                                                                   | Eineinhalb-/zweigeschossiger Mansardwalmdachbau mit Altan, Putzmauerwerk mit Sandsteinrahmungen, 1884, Veränderung 1921 | D-6-63-000-552  | weitere Bilder                                                              |
| Sonnenstraße 21, 23 (Standort)                                                        | Mietshaus | Dreigeschossiger Walmdachbau mit übergiebelten Risaliten, runderkern und Balkonen, Putzmauerwerk mit Putzornamentik, Jugendstil, Anton Eckert 1908 | D-6-63-000-553  | Mietshaus                                                                   |
| Traubengasse 27 (Standort)                                                            | Katholisches Pfarrhaus                                                                                             | Dreigeschossiger Walmdachbau mit Loggia und Balkon in Ecklage, Putzmauerwerk mit Putz- und Sandsteingliederung, Neurenaissance, um 1900 | D-6-63-000-576  | weitere Bilder                                                              |
| Uhlandstraße 17 (Standort)                                                            | Mietshaus | Dreigeschossiger Mansardwalmdachbau mit Mittelrisalit, Putzmauerwerk mit Sandsteinrahmungen und Putzdekor, Neubarock, 1912 | D-6-63-000-580  | Mietshaus                                                                   |
| Virchowstraße 2 (Standort)                                                            | Portal des ehemaligen Huttenschen Gartens                                                                          | Verschiedenfarbiger Sandstein und Eisengitter, Barock, frühes 18. Jahrhundert | D-6-63-000-602  | weitere Bilder                                                              |
| Virchowstraße 7 (Standort)                                                            | Mietshaus | Dreigeschossiger Mansarddachbau mit Mittelrisalit, Putzgliederung, barockisierender Historismus, 1881 | D-6-63-000-603  | weitere Bilder                                                              |
| Virchowstraße 9 (Standort)                                                            | Mietshaus | Dreigeschossiger Walmdachbau mit Putzgliederung in Straßengabelung, Neurenaissance, 1880 | D-6-63-000-604  | weitere Bilder                                                              |
| Virchowstraße 12 (Standort)                                                           | Postamt | Fünfgeschossiger Walmdachbau mit Rundfenstern im vierten Obergeschoss, Putzmauerwerk, Neue Sachlichkeit, H. Götzger, A. Lehr und V. Ohlen, 1929–1932 | D-6-63-000-779  | BW                                                                          |
| Virchowstraße 18 (Standort)                                                           | Mietshaus | Viergeschossiger Walmdachbau mit Erker, Loggia und Balkonen, Putzmauerwerk mit Putzgliederung, Jugendstil, 1904 | D-6-63-000-605  | Mietshaus                                                                   |
| Virchowstraße 20 (Standort)                                                           | Mietshaus | Viergeschossiger Mansardwalmdachbau mit Zwerchhäusern, Erkern, Loggien und Balkonen, reicher ornamentaler und figürlicher Putz- und Schmiedeeisendekor, Putzmauerwerk mit Fachwerkteilen, Jugendstil, bezeichnet „1905“ | D-6-63-000-606  | Mietshaus                                                                   |
| Virchowstraße 28 (Standort)                                                           | Ehemalige Leprosenkapelle mit angebautem Leprosenhaus, später Pfründnerhaus                                        | Kapelle, Saalkirche mit Satteldach und eingezogenem 5/8-Chor mit Spitzhelm-Dachreiter, spätgotisch, 15./16. Jahrhundert, Schiff verändert; mit Ausstattung Pfründnerhaus, langgestreckter zweigeschossiger Satteldachbau mit geschweiftem Blendgiegel, Putzmauerwerk mit Sandsteingliederung, Spätrenaissance, 1600/01 Neuerrichtung unter Verwendung der alten Werksteine nach 1945 | D-6-63-000-607  | Ehemalige Leprosenkapelle mit angebautem Leprosenhaus, später Pfründnerhaus |
| Weingartenstraße 25 (Standort)                                                        | St. Adalbero, katholische Pfarrkirche                                                                              | Kreuzförmige Pfeilerbasilika mit Vierungsturm und Doppelturmfassade mit Spitzhelmen über Giebeln, Rundapsiden und Figurenportale, unverputztes Kalksteinquadermauwerwerk mit reicher Gliederung, neuromanisch, Josef Schmitz nach Planskizze von Franz Josef Denzinger, 1894–1899 | D-6-63-000-615  | weitere Bilder                                                              |